# Людина, що втратила обличчя
«Людина, що втратила обличчя» (рос. Человек, потерявший лицо) — науково-фантастичний роман Олександра Бєляєва, опублікований в 1929 році, присвячений застосуванню досягнень ендокринології для зміни людського тіла та етичним проблемам, які виникають у зв'язку з цим. У 1940 році роман був радикально перероблений та вийшов під назвою «Людина, що знайшла своє обличчя», в якому діють ті самі персонажі та існують ті ж сюжетні лінії.

## Історія публікацій
Вперше опублікований в 1929 році в журналі «Вокруг света» (1929, № 19—25). У 1963 році увійшов у 8-томне зібрання творів письменника у видавництві «Молода гвардія».

## Сюжет
Сан-Франциско. Гуморист-карлик Тоніо Престо став одним з найзнаменитіших та найбагатших кіноакторів Америки завдяки своїй потворності, яка контрастує з величезним драматичним талантом. Однак, його успіх в кіно не допомагає йому в особистому житті. Гедда Люкс, найкрасивіша актриса країни, постійно відмовляється стати його дружиною. Дізнавшись про існування російського доктора в Сакраменто, який виправляє фізичні недоліки, Престо потайки від всіх виїжджає до нього, щоб виправити своє каліцтво, мріючи про одруження на Гедді Люкс та справжні драматичні ролі в кіно. Сорокін, використовуючи гормональну терапію, повертає Престо тіло й обличчя, які повинні були б бути у нього, якби не захворювання кретинізмом. Престо став високим красенем, але в результаті його не впізнав навіть його слуга. Гедда Люкс з величезним зусиллям переконується, що незнайомець — дійсно Престо, але знову відмовляє йому, оскільки Престо став нікому невідомим чоловіком. Кар'єра актора також неможлива з тієї ж причини: містер Пітч використовував його потворність для розкрутки, але не хоче знову вкладати капітал в промотування нового Престо. Зневірившись, Престо просить Гедду зібрати на прощальний вечір всіх знайомих, після якого несподівано зникає. Через якийсь час в місті починає діяти банда, отаман якої здатний змінювати зовнішність. Банда не грабував будинки, а лише змушує людей пити якусь мікстуру... Після того, як, на думку поліції, отаман, нарешті, убитий, всі учасники прощального вечора починають перетворюватися в виродків: Пітч шалено жиріє, Гедда Люкс нестримно росте, досягаючи 287 см, а її наречений Лоренцо Марра стає потворним карликом. Гірше за всіх виявляється губернатору штату, який перетворюється в негра та відчуває на собі всі умови расової дискримінації. Вони здогадуються, що стали жертвами помсти Тоніо Престо. Доктор Сорокін виліковує їх, але замість подяки змушений виїхати з Америки. На палубі пароплава, який відходить в Європу, він зустрічає Престо, котрий змінив зовнішність.

## Особливості сюжету
- У романі описані такі захворювання, які виникають через гіперфункції гіпофіза, як гігантизм й акромегалія.
- Гедда Люкс досягла 287 см, перевищивши зріст «міфічного велетня Махнова», який становив 285 см.

## Головні герої
- Антоніо Престо — відомий американський комік італійського походження, продюсер
- Гедда Люкс — одна з найкрасивіших актрис Голлівуда
- Гофман — оператор
- Містер Пітч — власник кінокомпанії «Пітч і Ко»
- Сорокін — російський лікар-ендокринолог в Сакраменто
- Себастьян — слуга Престо
- Лоренцо Марра — актор, який став чоловіком Гедди Люкс
- Курц — банкір та шантажист
- Лорд Радкліф, Король — ватажки банд